# Rudolf Koella
Rudolf Koella (* 1942 in Zürich) ist ein Schweizer Kunsthistoriker, Ausstellungskurator, Publizist und Kunstberater. Er zählt zu den prägenden Persönlichkeiten der Schweizer Kunstszene seit den 1970er-Jahren.

## Leben und Wirken
Rudolf Koella wurde 1942 in Zürich als Sohn des Grafikers und Plakatkünstlers Alfred Koella geboren. Von 1963 bis 1969 studierte er in Zürich und Paris Kunstgeschichte sowie deutsche und französische Literatur. Seit 1965 arbeitete er nebenbei als Assistent am Kunstgeschichtlichen Seminar der Universität Zürich. Sein Studium schloss er mit einer Dissertation über Félix Vallotton ab, mit dessen Schaffen er sich auch später immer wieder auseinandersetzte.
Von 1970 bis 1973 arbeitete Koella freiberuflich als Kunsthistoriker und Kunstkritiker, wobei seine wichtigste Aufgabe die Erstellung eines wissenschaftlichen Katalogs der Sammlung Oskar Reinhart war. 1973 wurde er zum Konservator des Kunstmuseums Winterthur ernannt, das er bis 1991 leitete. Dank seinem Einsatz wurde dieses Haus zu einem der wichtigsten Museen in der Schweiz. Grosszügige Schenkungen und gezielte Ankäufe liessen die Sammlung ständig wachsen, und die zahlreichen Wechselausstellungen, die vor allem der Kunst der Moderne galten, fanden weit über Winterthur hinaus Beachtung. In dieser Zeit gehörte Koella nicht nur der Kunstkommission der Stadt Winterthur an, sondern auch der Kulturförderungskommission des Kantons Zürich sowie der Eidgenössischen Kommission der Gottfried Keller-Stiftung.
Seit 1991 war Koella freiberuflich als Publizist, Ausstellungskurator und Kunstberater tätig. Er wurde Stiftungsrat der Camille-Graeser-Stiftung in Zürich, der Hans-Hinterreiter-Stiftung in Zürich und der Fondation Félix Vallotton in Lausanne. Bis Ende 2002 war er Präsident der wissenschaftlichen Kommission des Museo Cantonale d’Arte in Lugano, bis Ende 2009 Vizepräsident der Stiftung Museum Langmatt in Baden und bis 2012 Präsident des Conseil scientifique des Espace de l’Art Concret in Mouans-Sartoux (Frankreich).

## Ausstellungen und Publikationen
Koella hat zahlreiche Ausstellungen kuratiert und Ausstellungskataloge publiziert. Zu seinen bedeutendsten Projekten aus neuerer Zeit zählen:
- Félix Vallotton – München und Essen (1995)
- Alberto Giacometti – München (1997)
- Ferdinand Hodler – München und Wuppertal 1999/2000
- Eugène Boudin – Baden und Lausanne 2000
- André Derain – Valencia und Lausanne 2003
- Félix Vallotton: Die Sonnenuntergänge – Bern und Martigny 2004/05
- Galerist Ambroise Vollard – Baden und Vevey 2006
- Henri Fantin-Latour – Lausanne 2007
- Adolf Dietrich – Studen 2010
- Toulouse-Lautrec und die Photographie – Bern 2015

Koella verfasste Monografien über Künstler wie Constantin Guys (1989), Odilon Redon (1983) oder Sigismund Righini (1993) und befasste sich publizistisch mit so bedeutenden Kunstsammlern wie Hedy Hahnloser (1973 ff.), Richard Bühler (2020), Han Coray (2002), Herbert Batliner (2005 und 2012) oder Gerhard Saner (2020). Er setzte er sich zudem stark für die Konkrete Schweizer Kunst ein, insbesondere für das Schaffen von Camille Graeser, das er 1995 in einem kritischen Gesamtkatalog erfasste. Auch den Winterthurer Hans Hinterreiter förderte er, indem er ihm sowohl Ausstellungen (1973 und 1999) als auch eine grosse Monografie widmete (1982). Seine letzte grössere Publikation galt einem einstigen verehrten Universitätslehrer, dem Schweizer Kunstschriftsteller Gotthard Jedlicka (2019).

## Auszeichnungen
1990 wurde Rudolf Koella mit der kulturellen Auszeichnung der Stadt Winterthur geehrt.